# Pleslin-Trigavou
Pleslin-Trigavou (en bretó Plelin-Tregavoù, gal·ló Lansioec) és un municipi francès, situat a la regió de Bretanya, al departament de Costes del Nord. L'any 1999 tenia 2.951 habitants.

## Demografia
| 1962                                       | 1968  | 1975  | 1982  | 1990  | 1999  |
| ------------------------------------------ | ----- | ----- | ----- | ----- | ----- |
| 2.139                                      | 2.111 | 2.267 | 2.565 | 2.830 | 2.951 |
| Des de 1962: població sense dobles comptes |       |       |       |       |       |

## Administració
| Període   | Identitat        | Partit |
| --------- | ---------------- | ------ |
| 1977-1997 | Charles Josselin | PS     |
| 1997-     | Jean-Paul Leroy  |        |